# Ефрем Печки
Ефрем е християнски светец и на два пъти печки патриарх: от 1375 г. – до 1379 г., и отново от 1389 г. – до 1390 г.

## Биография
Обикновено в публицистиката се набляга на обстоятелството, че Ефрем е българин по народност, защото е роден някъде в близост до Велико Търново. В съвременен контекст, при съществуващите политически граници, това има резон, но през средновековието при типичния християнски светоглед, това обстоятелство има друга семантика. Още повече, че за много от сръбските архипастири и предстоятели има данни и податки, да са от българска народност.
Като исихаст, след великденския събор в Скопие, получава благословение от патриарх Йоаникий II да се засели в „Дечанската пустиня“, тоест в един от скитовете над Дечанския манастир в Проклетия. След смъртта на цар Стефан Душан патриарх Сава IV създава килия за него в Ждрело (Ругова), недалеч от Печката патриаршия. Според житията, след като обявяват избора му за патриарх на мястото на починалия Сава през 1375 г., той се разплаква, защото не искал да бъде патриарх. Патриаршества с катедра манастира „Св. Архангели“. През 1379 г. се оттегля и предава патриаршеството на Спиридон, завръщайки се към пустиножитието. След смъртта на Спиридон през 1389 г., Лазар отново го умолява настоятелно да възобнови задълженията си и той предстоятелства Печката църква в трудното време след поражението в косовската битка. Умира през 1399 г. или 1400 г. Мощите му се пазят в манастира на Печката патриаршия.
Най-голямата заслуга на патриарх Ефрем е, че успява да вдигне с посредничеството на Исая Серски и Никодим Тисмански схизмата наложена от Константинополската църква на издигнатата в патриаршия на църковно-народен събор в Скопие – предходна сръбска архиепископия.